# Правен акт
Правният акт е словесно документално изразяване на волята на държавата и на други правни субекти, която води до правни последици.

## Видове
Правните актове биват:
1. Нормативни актове. Те са:
  - Конституцията
  - Закони
  - Подзаконови нормативни актове – постановления на Министерския съвет, правилници, наредби, инструкции. Тези нормативни актове се постановени в определена йерархия
2. Тълкувателни актове – те изясняват съдържанието на определена правна норма.
3. Актове по правоприлагане – съдебни решения.
4. Доброволно създадени правни актове от правни субекти, но въз основа на нормативни актове (всички договори между частни лица).

## Действие
Правните актове действат:
- във времето – действат като влизат в сила (действие);
- в пространството – по принцип върху цялата територия на страната, но е възможно и върху част от нея;
- спрямо лицата – По принцип действат спрямо всички, но може да се отнасят и за отделни категории лица.